# Santa Cruz Warriors 2018-2019
La stagione 2018-19 dei Santa Cruz Warriors fu la 13ª nella NBA D-League per la franchigia.
I Santa Cruz Warriors vinsero la Pacific Division con un record di 34-16. Nei play-off vinsero la semifinale di conference con gli Oklahoma City Blue (1-0), perdendo poi la finale di conference con i Rio Grande Valley Vipers (1-0).

## Roster
| N° | Naz.                   | Ruolo | Sportivo           | Anno | Alt. | Peso |
| -- | ---------------------- | ----- | ------------------ | ---- | ---- | ---- |
| 1  | Stati Uniti (bandiera) | GA    | Damion Lee         | 1992 | 198  | 95   |
| 4  | Stati Uniti (bandiera) | G     | Antonius Cleveland | 1994 | 198  | 90   |
| 5  | Messico (bandiera)     | A     | Juan Toscano       | 1993 | 198  | 98   |
| 7  | Stati Uniti (bandiera) | G     | Darius Morris      | 1991 | 193  | 88   |
| 9  | Serbia (bandiera)      | A     | Alen Smailagić     | 2000 | 206  | 98   |
| 10 | Stati Uniti (bandiera) | G     | Jacob Evans        | 1997 | 193  | 95   |
| 13 | Nigeria (bandiera)     | GA    | Michael Gbinije    | 1992 | 201  | 91   |
| 15 | Stati Uniti (bandiera) | C     | Jaleel Cousins     | 1993 | 211  | 116  |
| 21 | Stati Uniti (bandiera) | A     | Deyonta Davis      | 1996 | 211  | 108  |
| 22 | Stati Uniti (bandiera) | G     | Will Cherry        | 1991 | 185  | 82   |
| 25 | Stati Uniti (bandiera) | G     | Kendrick Nunn      | 1995 | 191  | 86   |
| 27 | Stati Uniti (bandiera) | G     | Trayvon Palmer     | 1994 | 198  | 84   |
| 32 | Stati Uniti (bandiera) | A     | Marcus Derrickson  | 1996 | 201  | 113  |
| 40 | Porto Rico (bandiera)  | A     | Kevin Young        | 1990 | 203  | 90   |

## Staff tecnico
- Allenatore: Aaron Miles
- Vice-allenatore: Michael Lee, Kris Weems
- Preparatore atletico: Long Lam
- Preparatore fisico: Robb Hornett